# سكيلان بروكس
سكيلان بروكس (بالإنجليزية: Skylan Brooks)‏ مواليد 1999، هو ممثل أمريكي بدأ مسيرته الفنية سنة 2008.

## الأعمال

### أفلام
- 7 أرطال (2008)
- لدينا عرس عائلي (2010) (بدور: بودي بويد)
- الأعسر (2015)

### مسلسلات
- آي كارلي (2009) (بدور: داني بيترسون)
- جيمي كيميل لايف! (2013)

## الجوائز
| السنة | الجائزة             | الفئة                       | النتيجة | مرجع  |
| ----- | ------------------- | --------------------------- | ------- | ----- |
| 2014  | جائزة الفنان الصغير | أفضل ممثل شاب رئيسي في فيلم | رُشِّح     | [ 3 ] |

## روابط خارجية
- سكيلان بروكس على موقع IMDb (الإنجليزية)
- سكيلان بروكس على موقع ميوزك برينز (الإنجليزية)
- سكيلان بروكس على موقع قاعدة بيانات الفيلم (الإنجليزية)